# Steve Lillywhite
Steve Lillywhite, né à Egham dans le Surrey en 1955, est un producteur anglais de musique rock. Il se fait connaître au début des années 1980, notamment grâce à U2, dont il produit plusieurs albums. Il travaille avec de nombreux artistes au cours de sa carrière, entre autres Peter Gabriel, les Rolling Stones, Siouxsie and the Banshees, XTC et Morrissey.
Lillywhite devient senior vice-president Artists and Repertoire du label Columbia en 2005. Collaborateur de longue date de U2, il est nommé « producteur de l'année » (producer of the year) en 2006 lors de la 48e cérémonie des Grammy Awards grâce à son travail sur leur album How to Dismantle an Atomic Bomb. En 2011, il reçoit le titre de commandeur de l'Ordre de l'Empire britannique (CBE).

## Biographie

### Jeunesse
Steve Lillywhite côtoie le milieu musical dès 1972, il est employé par le label Polygram en tant qu'assistant (tape operator) puis devient ingénieur du son et participe à l'enregistrement de l'album Contraband du groupe néerlandais Golden Earring. Il produit la première démo de Tiger Lily, qui leur permet de décrocher un contrat avec Island Records.

### Carrière
Rebaptisé Ultravox en 1977, le groupe entre en studio avec Brian Eno et Steve Lillywhite, qui produisent leur album Ultravox!. Ce dernier travaille également sur le suivant, Ha!-Ha!-Ha!, sorti la même année. À la fin des années 1970, Steve Lillywhite collabore avec de jeunes groupes britanniques, notamment Siouxsie and the Banshees, pour qui il produit le single Hong Kong Garden et l'album The Scream, ainsi que The Psychedelic Furs et Eddie and the Hot Rods. Il est engagé pour produire deux albums d'XTC, Drums and Wires en 1979 et Black Sea en 1980. Lillywhite est également chargé de la production de Peter Gabriel 3, troisième album solo de l'ancien chanteur de Genesis, qui rencontre le succès en Grande-Bretagne et aux États-Unis et contribue à le faire connaître. Steve Lillywhite produit les premiers albums du groupe U2. Après Boy et October, il accepte de travailler sur War, alors qu'il s'était promis de ne jamais entrer en studio plus de deux fois avec le même groupe. Édité en 1983, celui-ci popularise la musique des irlandais et le « son » du producteur grâce notamment aux tubes Sunday Bloody Sunday et New Year's Day.
Durant le reste des années 1980 il travaille notamment sur le premier album des écossais Big Country, Sparkle in the Rain de Simple Minds, l'album Dirty Work des Rolling Stones, ou encore If I Should Fall from Grace with God des Pogues. Il produit le dernier album studio des Talking Heads, et le premier album solo de leur chanteur David Byrne, participe à deux nouveaux projets de U2, The Joshua Tree et Achtung Baby, avant de produire une série de trois disques de Morrissey à partir de Vauxhall and I, édité 1994. Durant les années 1990, il produit également des groupes américains, tels Phish et le Dave Matthews Band.
Lillywhite travaille pour la branche britannique de Universal entre 2002 et 2004 en tant que joint managing director du label Mercury Records, puis est nommé senior vice-president Artists and Repertoire du label Columbia en 2005. Il produit le 11e album studio de U2, How to Dismantle an Atomic Bomb, sorti en novembre 2004. Ce disque lui vaut d'être nommé « producteur de l'année » (producer of the year) début 2006 lors de la 48e cérémonie des Grammy Awards.
En 2009, il produit avec Flood le 3e album de Thirty Seconds to Mars, intitulé This Is War. Il est coproducteur aux côtés de Brian Eno et de Daniel Lanois sur No Line on the Horizon de U2. En 2017, il travaille sur un autre album du groupe irlandais, Songs of Experience.

### Vie privée
Steve Lillywhite épouse la chanteuse Kirsty MacColl en 1984. Le couple a deux enfants, Jamie et Louis, et se sépare en 1994.

## Style
Steve Lillywhite se fait connaître durant les années 1980 grâce à un style de production particulier, mettant en avant les guitares des groupes pour lesquels il travaille, ainsi qu'un son de batterie très puissant. Ses premières expérimentations sur les sonorités de batterie sont menées avec l'ingénieur du son Hugh Padgham, qui découvre l'effet Gated reverb au cours des répétitions de Phil Collins dans la « stone room » des  studios Townhouse . Ce son de batterie est également utilisé par Lillywhite sur d'autres disques, comme l'album War de U2.

## Distinction
En 2011, il est fait commandeur de l'Ordre de l'Empire britannique (CBE).